# Jordan Barnett
Jordan Kahlil Barnett (St. Louis, 31 dicembre 1995) è un cestista statunitense.